# Tupia manual

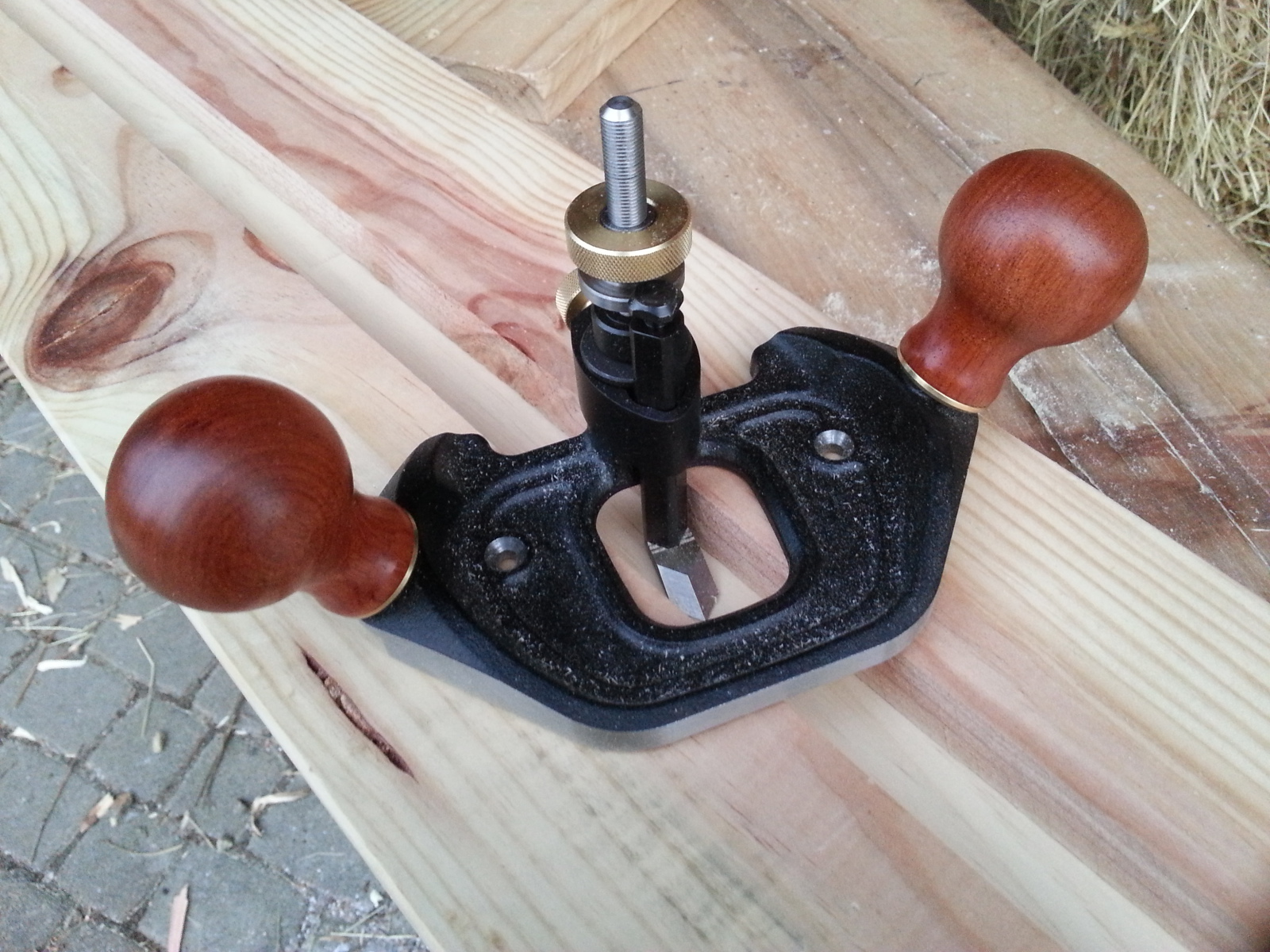
Tupia manual Veritas

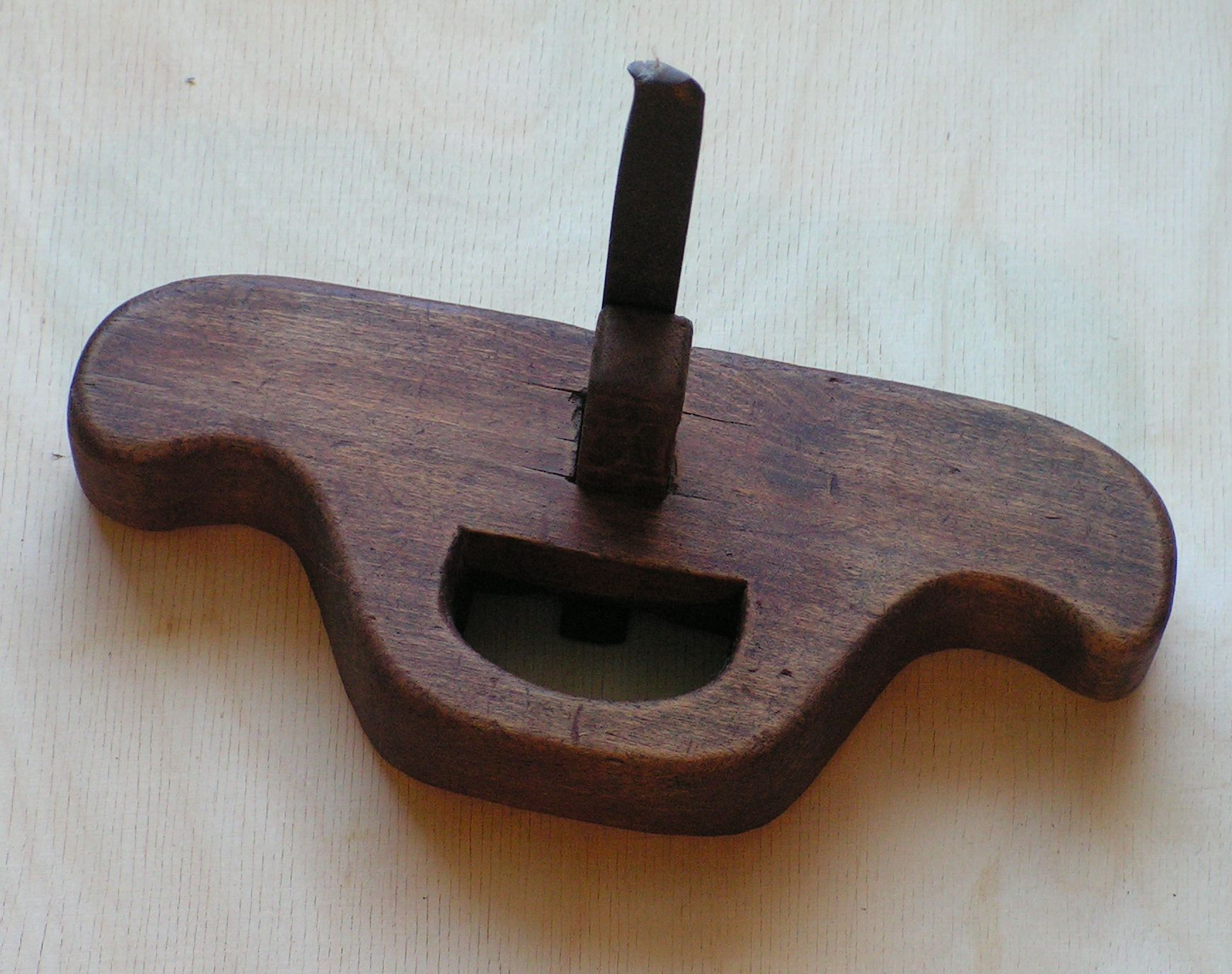
Tupia manual

A tupia manual é uma plaina usada para suavizar painéis afundados e, geralmente, para todas as depressões abaixo da superfície trabalhada. 
Ela aplana o fundo dos recessos em uma profundidade uniforme e pode trabalhar em cantos que, de outra forma, só podem ser alcançados com um cinzel. 
Hoje em dia, é largamente substituída pela tupia e pelo  desempeno, mas ainda mantém aplicação limitada.